# Synema rubromaculatum
Synema rubromaculatum är en spindelart som beskrevs av Eugen von Keyserling 1880. Synema rubromaculatum ingår i släktet Synema och familjen krabbspindlar. Inga underarter finns listade i Catalogue of Life.